# Primetime-Emmy-Verleihung 1949
Die 1. Emmy-Verleihung 1949 fand am 25. Januar 1949 im Hollywood Athletic Club, Los Angeles, Kalifornien, USA statt. Als Moderator führte Walter O’Keefe durch die Veranstaltung, der den kurzfristig ausgefallenen Rudy Vallée ersetzte. Zur ersten Verleihung der Primetime Emmy Awards waren lediglich Sendungen zugelassen, die in Los Angeles produziert und ausgestrahlt wurden.

## Nominierungen und Gewinner

### Programmpreise
| Kategorie                                              | Preisträger | Programm                                | Nominierungen |
| ------------------------------------------------------ | ----------- | --------------------------------------- | --- |
| Best Film Made For Television (Bester Fernsehfilm)     |             | Your Show Time (Folge 1.1 The Necklace) | Actor's Studio (Folge 1.22 The Tell-Tale Heart) Christopher Columbus Hollywood Brevities It Could Happen To You Time Signal |
| Most Popular Television Program (Beste Fernsehsendung) |             | Pantomime Quiz, KTLA (Mike Stokey)      | Armchair Detective, KTLA Don Lee Music Hall, KTSL Felix De Cola Show, KTLA Judy Splinters, KTLA Mabel's Fables, KTLA Masked Spooner, KTSL Treasure of Literature, KFI-TV Tuesday Varieties, KTLA What's the Name of that Song, KTSL |

### Moderatorenpreise
| Kategorie                                                         | Preisträger                                          | Programm | Nominierungen                                                         |
| ----------------------------------------------------------------- | ---------------------------------------------------- | -------- | --------------------------------------------------------------------- |
| Most Outstanding Television Personality (Beste TV-Persönlichkeit) | Shirley Dinsdale und ihre Puppe Judy Splinters, KTLA |          | Rita LeRoy, KTLA Patricia Morrison Mike Stokey, KTLA Bill Welsh, KTLA |

### Sonderpreise
| Kategorie                          | Preisträger                                                                   | Programm | Nominierungen |
| ---------------------------------- | ----------------------------------------------------------------------------- | -------- | ------------- |
| Special Award (Sonderauszeichnung) | Louis McManus (für den Entwurf der Emmy-Statue)                               |          |               |
| Station Award                      | KTLA (für außergewöhnliche Leistungen im Jahr 1948)                           |          |               |
| Technical Award                    | Charles Mesak/Don Lee TV (für ihren Phasenregler zum Einsatz im Videobereich) |          |               |